# Sumo Paint
Sumo.fmとはFlashをベースにした無料のオンライン画像エディタである。Sumo Ltd.（旧名Snap Group LLC）が開発し2007年に公開された。多くの機能がPhotoshopと非常に類似しているが、Sumo PaintはPhotoshopのような重厚感のある画像エディタといった他のソフトウェアよりもイラストレーション向けである。

## コミュニティ
Sumopaint.comにはアップロード、コメント、画像の評価といったコミュニティ要素があり、アカウントを持っていればアクセスが出来る。

## Sumo Paint Pro
Sumo Paintには有料のPro版があり、Adobe AIRで動作するソフトウェアのダウンロード版の機能をアクティベーションして使用する。